# Весна на Одері
«Весна на Одері» — радянський художній фільм режисера Леона Саакова, знятий в 1967 році за мотивами однойменного роману Еммануїла Казакевича.

## Сюжет
Дія розгортається в останні місяці Великої вітчизняної війни в Німеччині. Майор Лубенцов зустрічає військлікаря Таню Кольцову, з якою колись, в 1941 році, вони разом вибиралися з оточення. Після цього їхні шляхи розійшлися. А в квітні 1945-го, під час форсування Одеру, вони знову опиняються разом… Фільм знімався в Калінінградській області (частина колишньої Східної Пруссії (Ostpreußen), селищі Відрадне (Karmitten).

## У ролях
- Анатолій Кузнецов —  майор Сергій Лубенцов
- Анатолій Грачов —  Чохов
- Людмила Чурсіна —  Таня Кольцова
- Георгій Жжонов —  Петрович
- Юрій Соломін —  капітан Олександр Мещерський
- Петро Щербаков —  генерал Сизокрилов
- Владислав Стржельчик —  полковник Семен Красиков
- Олександр Смирнов —  генерал ставки
- Віктор Отіско —  Сливенко
- Микита Астахов —  Вівця
- Валентина Владимирова —  медсестра
- Лариса Віккел —  медсестра
- Дмитро Масанов —  маршал Георгій Костянтинович Жуков
- Геннадій Юдін —  Середа
- Хенрікас Кураускас —  Плотников
- Іраклій Хізанішвілі —  боєць з роти Чохова
- Володимир Протасенко —  боєць з роти Чохова
- Віктор Коміссаров —  боєць з роти Чохова
- Леонід Каневський —  розвідник Оганесян
- Геннадій Бойцов —  розвідник
- Валеріан Виноградов — розвідник
- Анатолій Кучеренко — розвідник
- Юрій Соснін — розвідник
- Микола Погодін —  Єгор, шофер
- Всеволод Кузнецов —  Мартін Борман
- Леонас Цюніс —  Геббельс
- Пауль Берндт —  Артур Аксман
- В'ячеслав Гостинський —  Фегеляйн
- Бруно Оя —  Гюнше
- Мартін Хелльберг —  командир дивізії
- Іван Єкатериничев —  солдат  (немає в титрах)

## Знімальна група
- Автор сценарію:  Микола Фігуровський,  Леон Сааков
- Режисер:  Леон Сааков, В. Досталь
- Оператор:  Валерій Владимиров, В. Фрідкін
- Композитор:  Едуард Колмановський
- Художник:  Петро Пашкевич
- Звук:  Арнольд Шаргородський
- Диригент:  Юрій Силантьєв
- Текст пісень:  Костянтин Ваншенкін
- Редактор: А. Пудалов
- Художники-гримери: В. Фетисов, В. Желманов
- Художник по костюмах: В. Кисільова
- Монтаж: Р. Новикова
- Комбіновані зйомки
  - Оператор:  Григорій Айзенберг
  - Художники: Юрій Чекмарьов,  Едуард Маліков
- Консультанти: генерал-полковник С. Штеменко, Х. Браун
- Директора: М. Іванов, В. Фрідман